# Eleições parlamentares europeias de 1989 no distrito de Castelo Branco
| Eleições parlamentares europeias de 1989 Distritos: Aveiro \| Beja \| Braga \| Bragança \| Castelo Branco \| Coimbra \| Évora \| Faro \| Guarda \| Leiria \| Lisboa \| Portalegre \| Porto \| Santarém \| Setúbal \| Viana do Castelo \| Vila Real \| Viseu \| Açores \| Madeira \| Estrangeiro |

## Resultados por concelho
Os resultados nos concelhos do Distrito de Castelo Branco foram os seguintes:

### Belmonte
| Partido                 | Partido                                         | Votos | %               | +/-   |
| ----------------------- | ----------------------------------------------- | ----- | --------------- | ----- |
|                         | Partido Socialista                              | 1 014 | 37,70 / 100,00  | 11,00 |
|                         | Partido Social Democrata                        | 807   | 30,00 / 100,00  | 5,83  |
|                         | Centro Democrático Social                       | 365   | 13,57 / 100,00  | 0,75  |
|                         | Coligação Democrática Unitária                  | 170   | 6,32 / 100,00   | 0,69  |
|                         | Movimento Democrático Português                 | 63    | 2,34 / 100,00   | 1,33  |
|                         | Partido Popular Monárquico                      | 33    | 1,23 / 100,00   | 0,61  |
|                         | Partido Comunista dos Trabalhadores Portugueses | 28    | 1,04 / 100,00   | 0,68  |
|                         | Outros (com menos de 1,00%)                     | 78    | 2,90 / 100,00   |       |
| Votos Inválidos         | Votos Inválidos                                 | 132   | 4,91 / 100,00   | 0,21  |
| Total                   | Total                                           | 2 690 | 100,00 / 100,00 |       |
| Eleitorado/Participação | Eleitorado/Participação                         | 6 295 | 42,73 / 100,00  | 21,60 |

### Castelo Branco
| Partido                 | Partido                         | Votos  | %               | +/-   |
| ----------------------- | ------------------------------- | ------ | --------------- | ----- |
|                         | Partido Socialista              | 8 868  | 36,03 / 100,00  | 14,25 |
|                         | Partido Social Democrata        | 8 158  | 33,15 / 100,00  | 11,99 |
|                         | Centro Democrático Social       | 3 137  | 12,75 / 100,00  | 1,27  |
|                         | Coligação Democrática Unitária  | 1 607  | 6,53 / 100,00   | 1,68  |
|                         | Partido Popular Monárquico      | 534    | 2,17 / 100,00   | 0,28  |
|                         | Movimento Democrático Português | 298    | 1,21 / 100,00   | 0,82  |
|                         | Outros (com menos de 1,00%)     | 887    | 3,61 / 100,00   |       |
| Votos Inválidos         | Votos Inválidos                 | 1 121  | 4,56 / 100,00   | 1,46  |
| Total                   | Total                           | 24 610 | 100,00 / 100,00 |       |
| Eleitorado/Participação | Eleitorado/Participação         | 47 125 | 52,22 / 100,00  | 21,77 |

### Covilhã
| Partido                 | Partido                        | Votos  | %               | +/-   |
| ----------------------- | ------------------------------ | ------ | --------------- | ----- |
|                         | Partido Socialista             | 8 270  | 34,69 / 100,00  | 7,50  |
|                         | Partido Social Democrata       | 4 554  | 19,10 / 100,00  | 5,39  |
|                         | Coligação Democrática Unitária | 4 370  | 18,33 / 100,00  | 3,96  |
|                         | Centro Democrático Social      | 4 050  | 16,99 / 100,00  | 0,79  |
|                         | Partido Popular Monárquico     | 507    | 2,13 / 100,00   | 0,10  |
|                         | União Democrática Popular      | 292    | 1,22 / 100,00   | 0,06  |
|                         | Outros (com menos de 1,00%)    | 860    | 3,61 / 100,00   |       |
| Votos Inválidos         | Votos Inválidos                | 939    | 3,94 / 100,00   | 0,38  |
| Total                   | Total                          | 23 842 | 100,00 / 100,00 |       |
| Eleitorado/Participação | Eleitorado/Participação        | 49 734 | 47,94 / 100,00  | 24,13 |

### Fundão
| Partido                 | Partido                         | Votos  | %               | +/-   |
| ----------------------- | ------------------------------- | ------ | --------------- | ----- |
|                         | Partido Socialista              | 5 061  | 41,67 / 100,00  | 14,88 |
|                         | Partido Social Democrata        | 3 416  | 28,13 / 100,00  | 5,38  |
|                         | Centro Democrático Social       | 1 699  | 13,99 / 100,00  | 2,56  |
|                         | Coligação Democrática Unitária  | 701    | 5,77 / 100,00   | 0,91  |
|                         | Partido Popular Monárquico      | 181    | 1,49 / 100,00   | 0,43  |
|                         | Movimento Democrático Português | 141    | 1,16 / 100,00   | 0,38  |
|                         | Outros (com menos de 1,00%)     | 473    | 3,89 / 100,00   |       |
| Votos Inválidos         | Votos Inválidos                 | 473    | 3,89 / 100,00   | 0,97  |
| Total                   | Total                           | 12 145 | 100,00 / 100,00 |       |
| Eleitorado/Participação | Eleitorado/Participação         | 28 890 | 42,04 / 100,00  | 24,27 |

### Idanha-a-Nova
| Partido                 | Partido                                         | Votos  | %               | +/-   |
| ----------------------- | ----------------------------------------------- | ------ | --------------- | ----- |
|                         | Partido Socialista                              | 3 014  | 44,92 / 100,00  | 15,40 |
|                         | Partido Social Democrata                        | 2 068  | 30,82 / 100,00  | 9,65  |
|                         | Centro Democrático Social                       | 571    | 8,51 / 100,00   | 0,23  |
|                         | Coligação Democrática Unitária                  | 336    | 5,01 / 100,00   | 0,94  |
|                         | Partido Socialista Revolucionário               | 68     | 1,01 / 100,00   | 0,38  |
|                         | Partido Comunista dos Trabalhadores Portugueses | 68     | 1,01 / 100,00   | 0,31  |
|                         | Outros (com menos de 1,00%)                     | 271    | 4,04 / 100,00   |       |
| Votos Inválidos         | Votos Inválidos                                 | 314    | 4,68 / 100,00   | 1,76  |
| Total                   | Total                                           | 6 710  | 100,00 / 100,00 |       |
| Eleitorado/Participação | Eleitorado/Participação                         | 13 535 | 49,58 / 100,00  | 15,89 |

### Oleiros
| Partido                 | Partido                     | Votos | %               | +/-   |
| ----------------------- | --------------------------- | ----- | --------------- | ----- |
|                         | Partido Social Democrata    | 3 026 | 67,33 / 100,00  | 3,55  |
|                         | Partido Socialista          | 649   | 14,44 / 100,00  | 7,40  |
|                         | Centro Democrático Social   | 535   | 11,90 / 100,00  | 3,51  |
|                         | Outros (com menos de 1,00%) | 160   | 3,55 / 100,00   |       |
| Votos Inválidos         | Votos Inválidos             | 124   | 2,76 / 100,00   | 0,17  |
| Total                   | Total                       | 4 494 | 100,00 / 100,00 |       |
| Eleitorado/Participação | Eleitorado/Participação     | 8 248 | 54,49 / 100,00  | 21,00 |

### Penamacor
| Partido                 | Partido                         | Votos | %               | +/-   |
| ----------------------- | ------------------------------- | ----- | --------------- | ----- |
|                         | Partido Socialista              | 1 573 | 42,51 / 100,00  | 15,06 |
|                         | Partido Social Democrata        | 1 193 | 32,24 / 100,00  | 9,50  |
|                         | Centro Democrático Social       | 468   | 12,65 / 100,00  | 0,24  |
|                         | Coligação Democrática Unitária  | 109   | 2,95 / 100,00   | 0,63  |
|                         | Partido Popular Monárquico      | 48    | 1,30 / 100,00   | 0,21  |
|                         | Movimento Democrático Português | 40    | 1,08 / 100,00   | 0,57  |
|                         | Outros (com menos de 1,00%)     | 121   | 3,27 / 100,00   |       |
| Votos Inválidos         | Votos Inválidos                 | 148   | 4,00 / 100,00   | 2,35  |
| Total                   | Total                           | 3 700 | 100,00 / 100,00 |       |
| Eleitorado/Participação | Eleitorado/Participação         | 7 900 | 46,84 / 100,00  | 19,45 |

### Proença-a-Nova
| Partido                 | Partido                      | Votos  | %               | +/-   |
| ----------------------- | ---------------------------- | ------ | --------------- | ----- |
|                         | Partido Social Democrata     | 3 362  | 56,16 / 100,00  | 4,33  |
|                         | Partido Socialista           | 1 203  | 20,10 / 100,00  | 7,80  |
|                         | Centro Democrático Social    | 913    | 15,25 / 100,00  | 4,93  |
|                         | Partido da Democracia Cristã | 86     | 1,44 / 100,00   | 0,69  |
|                         | Partido Popular Monárquico   | 65     | 1,09 / 100,00   | 0,46  |
|                         | Outros (com menos de 1,00%)  | 173    | 2,88 / 100,00   |       |
| Votos Inválidos         | Votos Inválidos              | 184    | 3,07 / 100,00   | 0,59  |
| Total                   | Total                        | 5 986  | 100,00 / 100,00 |       |
| Eleitorado/Participação | Eleitorado/Participação      | 10 048 | 59,57 / 100,00  | 16,99 |

### Sertã
| Partido                 | Partido                      | Votos  | %               | +/-   |
| ----------------------- | ---------------------------- | ------ | --------------- | ----- |
|                         | Partido Social Democrata     | 5 526  | 60,06 / 100,00  | 4,61  |
|                         | Partido Socialista           | 1 485  | 16,14 / 100,00  | 5,07  |
|                         | Centro Democrático Social    | 1 295  | 14,07 / 100,00  | 0,05  |
|                         | Partido da Democracia Cristã | 109    | 1,18 / 100,00   | 0,10  |
|                         | Outros (com menos de 1,00%)  | 397    | 4,31 / 100,00   |       |
| Votos Inválidos         | Votos Inválidos              | 389    | 4,23 / 100,00   | 0,37  |
| Total                   | Total                        | 9 201  | 100,00 / 100,00 |       |
| Eleitorado/Participação | Eleitorado/Participação      | 17 240 | 53,37 / 100,00  | 18,38 |

### Vila de Rei
| Partido                 | Partido                        | Votos | %               | +/-   |
| ----------------------- | ------------------------------ | ----- | --------------- | ----- |
|                         | Partido Social Democrata       | 1 438 | 57,43 / 100,00  | 3,92  |
|                         | Centro Democrático Social      | 600   | 23,96 / 100,00  | 0,30  |
|                         | Partido Socialista             | 240   | 9,58 / 100,00   | 3,80  |
|                         | Coligação Democrática Unitária | 32    | 1,28 / 100,00   | 0,49  |
|                         | Partido da Democracia Cristã   | 27    | 1,08 / 100,00   | 0,57  |
|                         | Outros (com menos de 1,00%)    | 60    | 2,40 / 100,00   |       |
| Votos Inválidos         | Votos Inválidos                | 107   | 4,27 / 100,00   | 0,18  |
| Total                   | Total                          | 2 504 | 100,00 / 100,00 |       |
| Eleitorado/Participação | Eleitorado/Participação        | 3 980 | 62,91 / 100,00  | 13,14 |

### Vila Velha de Ródão
| Partido                 | Partido                        | Votos | %               | +/-   |
| ----------------------- | ------------------------------ | ----- | --------------- | ----- |
|                         | Partido Socialista             | 1 127 | 44,14 / 100,00  | 12,27 |
|                         | Partido Social Democrata       | 690   | 27,03 / 100,00  | 5,37  |
|                         | Coligação Democrática Unitária | 328   | 12,85 / 100,00  | 3,85  |
|                         | Centro Democrático Social      | 184   | 7,21 / 100,00   | 2,11  |
|                         | Partido Popular Monárquico     | 27    | 1,06 / 100,00   | 0,34  |
|                         | Outros (com menos de 1,00%)    | 101   | 3,96 / 100,00   |       |
| Votos Inválidos         | Votos Inválidos                | 96    | 3,76 / 100,00   | 0,20  |
| Total                   | Total                          | 2 553 | 100,00 / 100,00 |       |
| Eleitorado/Participação | Eleitorado/Participação        | 4 675 | 54,61 / 100,00  | 19,35 |